# Lena Andersson (sångare)
Lena Marianne Andersson Hubbard, född Andersson den 11 april 1955 i Fritsla församling i Västergötland, är en svensk popsångerska. Hon slog igenom som 15-åring med "Är det konstigt att man längtar bort nån gång" och deltog både 1972 och 1977 i Melodifestivalen. Sedan 2001 bor hon i USA, där hon är verksam som sångerska i kristna sammanhang.

## Biografi

### Uppväxt
Lena Andersson flyttade med föräldrarna som sjuåring till Halmstad och började mitt under vårterminen i första klass. Hon fick som tolvåring en gitarr och kom på att rösten passade folkmusik i stil med Joan Baez och Judy Collins. Lena gjorde musik till sin bästis Pias texter och i december 1970 skickade hon sju sånger med gitarrackompanjemang till Janne Forsells program Så det kan bli. När Anderssons sånger spelades på radion, hörde Stikkan Anderson av sig. I januari åkte Lena Andersson och hennes far till Stockholm och hon gjorde en liveinspelning en sen fredagskväll i programmet Midnight Hour och träffade samtidigt Stikkan Anderson, som ville göra en LP med henne. Skivan Lena 15 spelades in sportlovsveckan 1971 med bland andra gitarristen Janne Schaffer och på pianot Jan Boquist.

### 1970-talet
Hon TV-debuterade som 15-åring i april 1971 i Hylands hörna med låten "Är det konstigt att man längtar bort nån gång" ("I'm Gonna Be a Country Girl Again" av Buffy Sainte-Marie med svensk text av Stikkan Anderson). Denna låt gick direkt in på Svensktoppens första plats och hon blev därigenom kändis i hela landet. 
Hon genomförde en folkparksturné samma år med 79 spelningar runt om i Sverige. Hon hade en kort storhetstid i början av 1970-talet, då hon bland annat deltog i den svenska Melodifestivalen 1972 med låten "Säg det med en sång", med vilken hon kom på tredje plats. 1972 släpptes en LP i Japan med bland annat två sånger på japanska och hon deltog samma år tillsammans med Björn Ulvaeus och Benny Andersson i Tokyo Music Festival med "Better To Have Loved" och fick första pris. Tillsammans med Agnetha Fältskog och Anni-Frid Lyngstad sjöng hon i bakgrundskören på låten "Helena" på Ted Gärdestads första LP Undringar 1972. Hon spelade in den första versionen av Gärdestads "Sol, vind och vatten".
Hon figurerade därefter under en period som bakgrundssångare hos Abba, bland annat i filmen Abba – the Movie (1977). Samma år deltog hon även i Melodifestivalen med låten "Det bästa som finns" (av Ted och Kenneth Gärdestad) med vilken hon kom på åttonde plats.

### Senare år
I början på 1980-talet kom ett par popsinglar ihop med gitarristen Lars Finberg (Tonight, Lay Baby Lay, Build Me Up samt Inspiration). Det hela rann dock sedan ut i sanden. Sista skivan (förutom samlingsskivor 1991 och 2002) är Tonight/Coming Through som gavs ut 1983. I augusti 1985 blev Andersson kristen, på en strand på Mallorca. Hon flyttade 1997 från Uppsala till Småland 1997 och samarbetade bland annat med pianisten Magnus Eklöf; det blev en hel del spelningar under fyra år framåt. 1999 bodde hon i Västervik och var då medlem i Livets Ord. 2001, det sista året i Sverige, spelade Andersson tillsammans med Nizzan Jazzband i gamla hemstaden Halmstad.
Den 26 maj 2001 gifte hon sig med amerikanen Tobe Hubbard i Påskallaviks kyrka och har numera efternamnet Andersson Hubbard. Hon flyttade den 22 augusti 2001 till USA, några mil norr om San Diego. Hon sjunger numera gospel, ballader eller jazz med religiösa texter samt dessutom lovsånger i kyrkan, både som körmedlem och som lovsångsledare. I april 2007 flyttade de, då hennes man fick nytt arbete som barnpastor i staden Turlock. De bor sedan april 2011 i Phoenix.
Den 20 januari 2025 berättade hon i P1 att hon röstat på Donald Trump sedan 2016.

## Diskografi[2]
Album:
- 1971 – Lena, 15
- 1971 – Lena
- 1972 – 12 nya visor
- 1977 – Det bästa som finns
- 1991 – Spotlight (samlings-CD)
- 2003 – Musik vi minns (samlings-CD)
- 2015 – Open Your Heart

Singlar:
- 1971 – "Är det konstigt att man längtar bort nån gång?"
- 1971 – "Scarborough Fair"
- 1971 – "Jag kommer"
- 1971v "Tom Tom käre vän"
- 1972 – "Säg det med en sång"
- 1972 – "Better to Have Loved (Than Never Loved at All)"
- 1972 – "Sol, vind och vatten"
- 1972 – "Söderjäntans söndag"
- 1973 – "Hej du glada sommar"
- 1974 – "Hasta Mañana"
- 1974 – "SOS" (tysk version)
- 1975 – "Jag har väntat på dig"
- 1976 – "Fernando" (tysk version)
- 1983 – "Tonight/Coming Through"

## Källhänvisningar
1. ↑  ”Unik konsert i Domkyrkan med Lena Andersson Hubbard”. www.svenskakyrkan.se. 22 augusti 2017. https://www.svenskakyrkan.se/default.aspx?id=1647315. Läst 8 september 2021.
2. 1 2  "Lena Andersson". Discogs.com. Läst 8 december 2014.
3. 1 2  Thomas/P4 Morgon Örebro (2013-03-06): "1977 En anonym vinnare". Sverigesradio.se. Läst 8 december 2014.
4. ↑  "Lena Andersson". Svensk Filmdatabas. Läst 8 december 2014.
5. ↑  Malin Forsberg (2 augusti 2015). ”"Höll inte ens hand med någon på 15 år"”. Expressen. https://www.expressen.se/kvp/noje/holl-inte-ens-hand-med-nagon-pa-15-ar/. Läst 22 mars 2019.
6. ↑  "Svensktoppsartist sjunger ut om homosexualitet". Arkiverad 13 december 2014 hämtat från the Wayback Machine. Rfsl.se, 1999-03-16. Läst 8 december 2014.